# Agnese Visconti

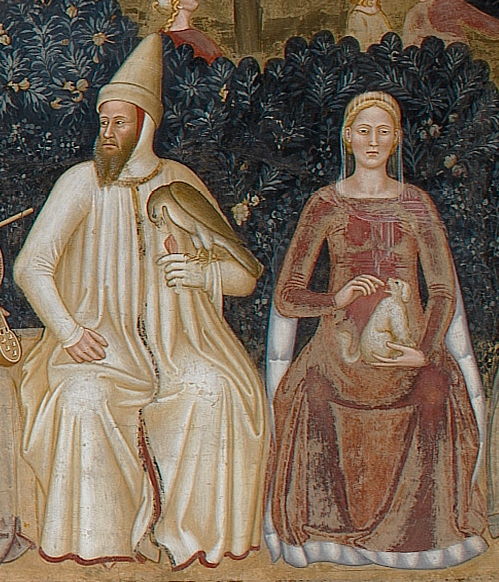
Bernabò Visconti e Beatrice, genitori di Agnese.

Agnese Visconti (Milano, 1363 – Mantova, 7 febbraio 1391) fu una nobile milanese.

## Biografia
Era figlia di Bernabò Visconti, signore di Milano, e di Beatrice della Scala.

### Matrimonio
Nel 1375 il padre la promise in sposa al figlio di Ludovico II Gonzaga. I patti matrimoniali prevedevano una dote di 50.000 scudi d'oro e i beni nelle città Parma, Cremona, Brescia e Bergamo.
Nel 1380 avvenne dunque il matrimonio con Francesco I Gonzaga Signore di Mantova. Bernabò e Beatrice regalarono alla figlia, in occasione delle sue nozze, un Libro delle Istorie del Mondo, opera di Giovanni di Benedetto da Como. Diede al marito una figlia, di nome Alda.
Quando avvenne il colpo di stato contro Bernabò di Gian Galeazzo Visconti, che catturò e fece rinchiudere a vita nel castello di Trezzo lo zio e i figli Ludovico e Rodolfo, Agnese si proclamò ostile nei confronti del cugino usurpatore. Inoltre ospitò a Mantova molti esuli milanesi oppositori del nuovo signore di Milano.

### Condanna a morte

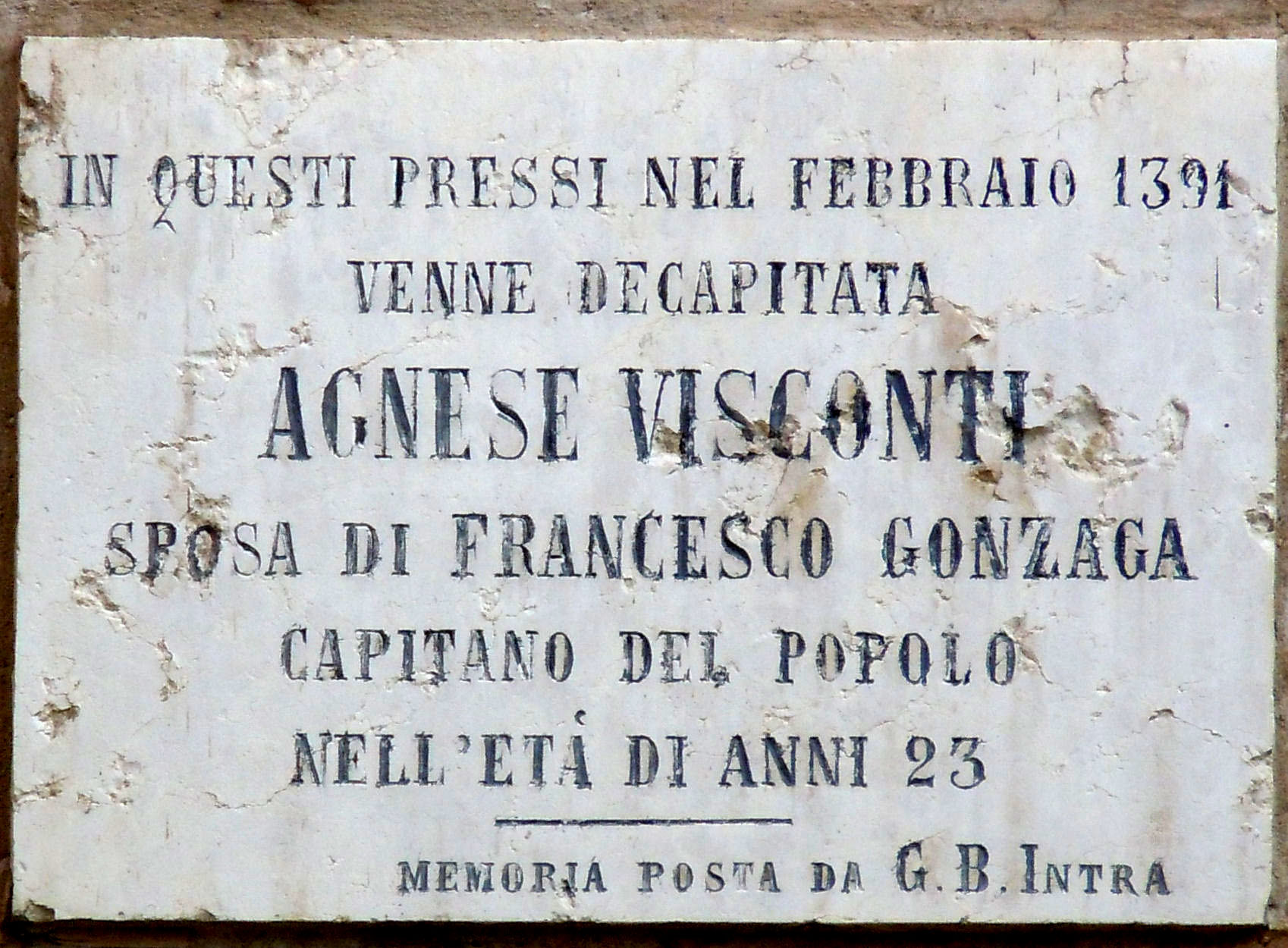
Mantova, lapide a memoria.

Accusata di adulterio dal marito, venne condannata a morte e decapitata il 7 febbraio 1391, mentre il presunto amante, Antonio da Scandiano, venne impiccato. Può darsi comunque che dietro l'accusa di infedeltà ci fossero semplici motivi politici. Francesco infatti si risposò soltanto due anni dopo con Margherita Malatesta, stringendo alleanza con i signori di Rimini contro i Visconti.
Sia lei che l'amante vennero sepolti nell'attuale Piazza Lega Lombarda (ex Piazza Pallone), il cortile del palazzo ducale, dove è comunque posta una targa, che ricorda la sua morte.

## Discendenza
Agnese e Francesco ebbero una figlia:
- Alda (1381-30 luglio 1405), che sposò nel 1397 Francesco III da Carrara, figlio del Signore di Padova Francesco Novello da Carrara.[3].

## Ascendenza
|                        |                     |                       | Genitori                 |  |  | Nonni |  |  | Bisnonni          |  |  | Trisnonni         |  |
|                        |                     |                       |                          |  |  |       |  |  | Matteo I Visconti |  |  | Teobaldo Visconti |  |
|                        |                     |                       |                          |  |  |       |  |  | Matteo I Visconti |  |  | Teobaldo Visconti |  |
|                        |                     | Anastasia Pirovano    |                          |  |  |       |  |  | Matteo I Visconti |  |  |                   |  |
| Stefano Visconti       |                     |                       |                          |  |  |       |  |  | Matteo I Visconti |  |  |                   |  |
|                        |                     | Bonacossa Borri       | Squarcino Borri          |  |  |       |  |  |                   |  |  |                   |  |
|                        |                     | Bonacossa Borri       | Squarcino Borri          |  |  |       |  |  |                   |  |  |                   |  |
|                        |                     | Bonacossa Borri       | Antonia                  |  |  |       |  |  |                   |  |  |                   |  |
| Bernabò Visconti       |                     | Bonacossa Borri       |                          |  |  |       |  |  |                   |  |  |                   |  |
|                        |                     | Bernabò Doria         | …                        |  |  |       |  |  |                   |  |  |                   |  |
|                        |                     | Bernabò Doria         | …                        |  |  |       |  |  |                   |  |  |                   |  |
|                        |                     | Bernabò Doria         | …                        |  |  |       |  |  |                   |  |  |                   |  |
| Valentina Doria        |                     | Bernabò Doria         |                          |  |  |       |  |  |                   |  |  |                   |  |
|                        |                     | Eliana Fieschi        | …                        |  |  |       |  |  |                   |  |  |                   |  |
|                        |                     | Eliana Fieschi        | …                        |  |  |       |  |  |                   |  |  |                   |  |
|                        |                     | Eliana Fieschi        | …                        |  |  |       |  |  |                   |  |  |                   |  |
| Agnese Visconti        |                     | Eliana Fieschi        |                          |  |  |       |  |  |                   |  |  |                   |  |
|                        | Alboino della Scala | Alberto I della Scala |                          |  |  |       |  |  |                   |  |  |                   |  |
|                        | Alboino della Scala | Alberto I della Scala |                          |  |  |       |  |  |                   |  |  |                   |  |
|                        | Alboino della Scala | Verde di Salizzole    |                          |  |  |       |  |  |                   |  |  |                   |  |
| Mastino II della Scala | Alboino della Scala |                       |                          |  |  |       |  |  |                   |  |  |                   |  |
|                        |                     | Beatrice da Correggio | Giberto III da Correggio |  |  |       |  |  |                   |  |  |                   |  |
|                        |                     | Beatrice da Correggio | Giberto III da Correggio |  |  |       |  |  |                   |  |  |                   |  |
|                        |                     | Beatrice da Correggio | Elena Malaspina          |  |  |       |  |  |                   |  |  |                   |  |
| Beatrice della Scala   |                     | Beatrice da Correggio |                          |  |  |       |  |  |                   |  |  |                   |  |
|                        |                     | Giacomo I da Carrara  | Marsilio                 |  |  |       |  |  |                   |  |  |                   |  |
|                        |                     | Giacomo I da Carrara  | Marsilio                 |  |  |       |  |  |                   |  |  |                   |  |
|                        |                     | Giacomo I da Carrara  | …                        |  |  |       |  |  |                   |  |  |                   |  |
| Taddea da Carrara      |                     | Giacomo I da Carrara  |                          |  |  |       |  |  |                   |  |  |                   |  |
|                        |                     | Elisabetta Gradenigo  | Pietro Gradenigo         |  |  |       |  |  |                   |  |  |                   |  |
|                        |                     | Elisabetta Gradenigo  | Pietro Gradenigo         |  |  |       |  |  |                   |  |  |                   |  |
|                        |                     | Elisabetta Gradenigo  | Tommasina Morosini       |  |  |       |  |  |                   |  |  |                   |  |
|                        |                     | Elisabetta Gradenigo  |                          |  |  |       |  |  |                   |  |  |                   |  |

## Curiosità
Ad Agnese Visconti è legata la leggenda del fantasma del castello di 
San Giorgio di Mantova.